# Эмэйшань
Эмэйша́нь (кит. упр. 峨嵋山, пиньинь Éméi Shān) — гора в провинции Сычуань. Название горы иногда записывается иероглифами как 峨眉山 («Высокая Бровь»), а также 峩嵋山 и 峩眉山, но все они произносятся одинаково. Эмэйшань наряду с Путошанем, Утайшанем и Цзюхуашанем является одной из четырёх священных гор китайских буддистов. В 1996 году ЮНЕСКО присвоило этому району статус Всемирного культурного наследия.

## География
Район вокруг горы покрыт лавовыми породами, сформировавшимися в результате вулканических извержений пермского периода (~260 млн лет назад). Эмэйшаньская магматическая провинция богата рудами металлов: железа, титана, никеля. Сама гора Эмэйшань образовалась около 70 млн. лет назад. Перепад высот составляет почти 2600 м: 500—3099 м.
Мелкие реки, стекая с горы, проделали каньоны и узкие ущелья в её породах
Под субтропическими вечнозелёными лесами лежат красные и жёлтые почвы. В поясе смешанных лесов они сменяются бурозёмами, а хвойные леса стоят на подзолистых почвах.

### Климат
Климат субтропический муссонный. Эмэйшань — рекордсмен провинции Сычуань по летним грозам. За год ударяет по 5—9 молний на один км², набирается 60 дней с грозой и 314 с туманом из-за набегающих на вершину облаков. Зимой здесь не так сухо, как в Чэнду — административном центре Сычуани.  Зима на вершине горы полноценная, лежит снег. На "Золотом пике" отмечались морозы до -20 °C. У подножия в это время преобладает пасмурная погода, возможны лишь редкие, кратковременные падения температуры ниже нуля.
| Показатель                    | Янв. | Фев. | Март | Апр. | Май  | Июнь | Июль | Авг. | Сен. | Окт. | Нояб. | Дек. | Год  |
| ----------------------------- | ---- | ---- | ---- | ---- | ---- | ---- | ---- | ---- | ---- | ---- | ----- | ---- | ---- |
| Средний суточный максимум, °C | 0,0  | 1,1  | 4,3  | 7,9  | 10,9 | 13,2 | 15,4 | 14,9 | 11,8 | 7,4  | 4,6   | 1,7  | 7,8  |
| Средняя температура, °C       | −5,4 | −4,2 | −1   | 3,1  | 6,6  | 9,5  | 11,8 | 11,3 | 8,2  | 3,8  | 0,1   | −3,4 | 3,4  |
| Средний суточный минимум, °C  | −8,7 | −7,3 | −4,2 | 0,1  | 3,9  | 7,1  | 9,6  | 9,1  | 6,1  | 1,6  | −2,6  | −6,6 | 0,7  |
| Норма осадков, мм             | 14   | 24   | 50   | 116  | 166  | 209  | 355  | 401  | 194  | 87   | 41    | 13   | 1670 |
| Источник:                     |      |      |      |      |      |      |      |      |      |      |       |      |      |

| Показатель                    | Янв. | Фев. | Март | Апр. | Май  | Июнь | Июль | Авг. | Сен. | Окт. | Нояб. | Дек. | Год  |
| ----------------------------- | ---- | ---- | ---- | ---- | ---- | ---- | ---- | ---- | ---- | ---- | ----- | ---- | ---- |
| Средний суточный максимум, °C | 9,8  | 12,2 | 16,8 | 22,4 | 26,7 | 28,5 | 30,6 | 30,2 | 26,1 | 21,0 | 16,5  | 11,0 | 21,0 |
| Средняя температура, °C       | 7,1  | 9,2  | 13,0 | 18,0 | 22,1 | 24,3 | 26,3 | 25,7 | 22,4 | 17,9 | 13,6  | 8,5  | 17,3 |
| Средний суточный минимум, °C  | 5,1  | 7,0  | 10,1 | 14,6 | 18,6 | 21,1 | 23,0 | 22,6 | 19,8 | 15,8 | 11,6  | 6,7  | 14,7 |
| Норма осадков, мм             | 18   | 25   | 42   | 94   | 115  | 165  | 308  | 369  | 166  | 64   | 38    | 15   | 1419 |
| Источник:                     |      |      |      |      |      |      |      |      |      |      |       |      |      |

### Флора и растительность

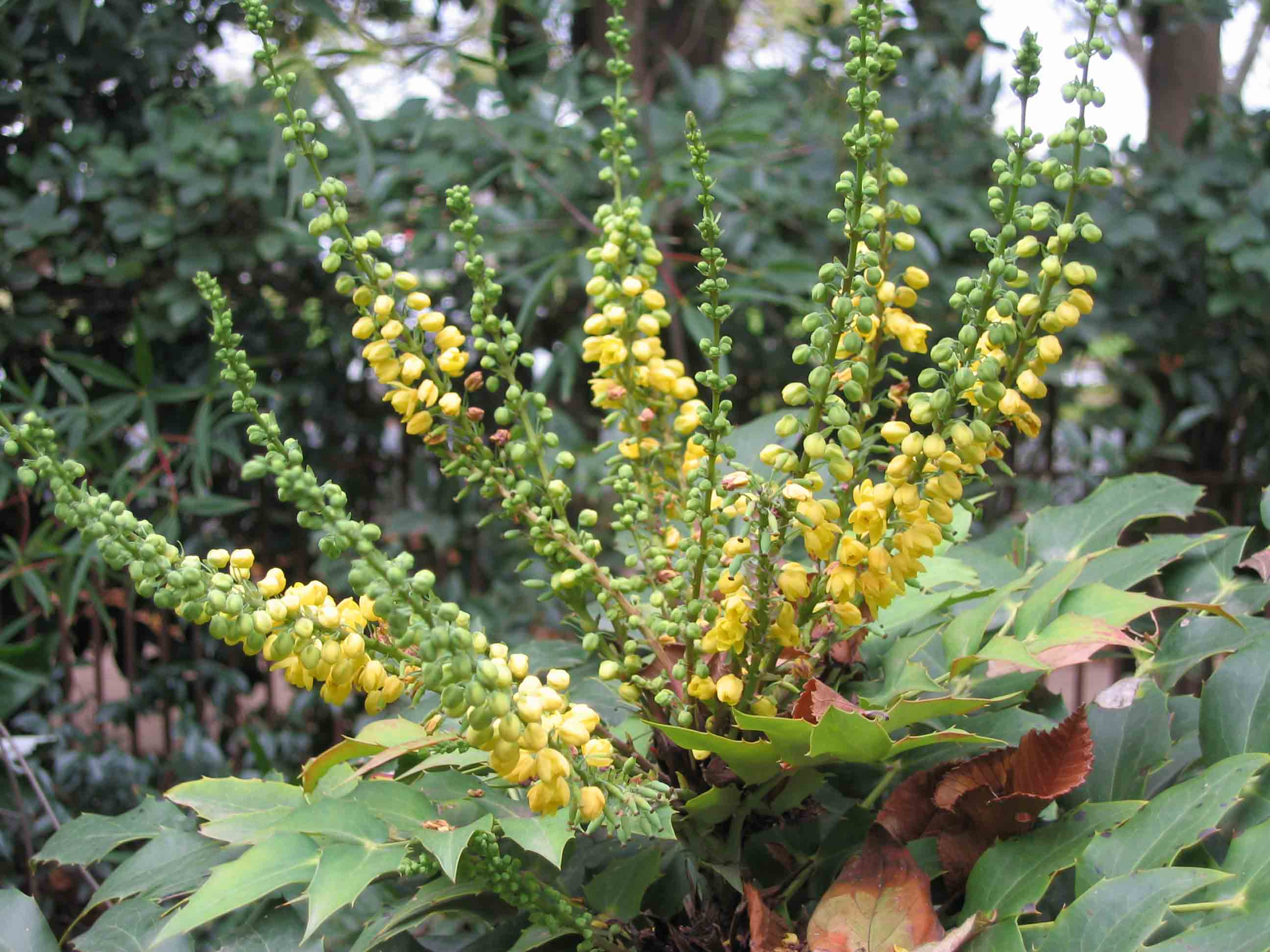
Магония Биля распространена в лесах Эмэйшаня

Обнаружены 3703 вида сосудистых растений, из которых несколько сотен приходятся на древесную флору и большое количество является папоротниками.  Гора окружена культурной растительностью, представленной чайными и бамбуковыми плантациями. В лесопосадках используются ценные породы деревьев: сосна Массона, метасеквойя, куннингамия, эвкалипт. В садах возделывают мандарины, грецкие орехи, хурму восточную и прочие съедобные растения.
Эмэйшань, как и другие горы, имеет высотную поясность. Вершину горы покрывают хвойные леса, в которых господствует пихта (Abies fabri), относящаяся к высокогорной гималайской секции. На гребнях и скалистых обрывах они расступаются, высвобождая место для зарослей рододендронов и других кустарников, среди которых попадается редкий можжевельник чешуйчатый.
Пояс смешанных лесов (1500—2500 м) делится на два подпояса: хвойно-широколиственных и листопадно-вечнозелёных лесов. В хвойно-широколиственных лесах доминированию пихты бросает вызов тсуга китайская. Здесь обычен тис, много клёнов, а в подлеске спорадически встречается литсея кубеба. В листопадно-вечнозелёных лесах лавровые перемешиваются с давидией и конским каштаном, а морозостойкий литокарпус (Lithocarpus cleistocarpus) — с орехом маньчжурским и липой туан.
Эдификаторами субтропических вечнозелёных лесов выступают могучие Phoebe zhennan и Machilus pingii, сменяющиеся на средних высотах раскидистыми кастанопсисами (Castanopsis platyacantha) вкупе с их спутницами — Schima sinensis. Субтропические леса этой горы богаты необычными для жителей северных широт растениями, например тут проходит граница ареала древовидного папоротника (Alsophila spinulosa), шеффлеры (Schefflera delavayi) и перца (Piper wallichii), встречается занесённый в красную книгу России волчелистник крупноножковый, растёт применяемый в сочинских парках трахикарпус Форчуна (пальма).
На Эмэйшане собраны различные виды магнолий, камелий (Camellia pitardii…), рододендронов и гортензий. Некоторые из них прозвались от горы. 
- Список эмэйшаньских магнолий: магнолия Саржента, магнолия лекарственная, Magnolia ernestii, Magnolia omeiensis. Из смешанных лесов происходят магнолии Саржента и лекарственная, остальные — из вечнозелёных[9].
- Местные рододендроны: Rhododendron pingianum, Rhododendron davidii, Rhododendron faberi, рододендрон сомнительный и ещё 19 видов. Особенно декоративен Rhododendron strigillosum, обладающий красными цветками и эффектными листьями.

## История
Бодхисаттвой этой горы считается Самантабхадра, называемый по-китайски Пусянь-пуса (普贤菩萨). По преданию он улетел с вершины Эмейшаня на своём белом трёхголовом слоне. С тех пор гора рассматривается как место его вечного пребывания.
В первом веке нашей эры на горе был построен первый буддистский храм Китая.
В Ваньняньсы (кит. упр. 万年寺, пиньинь wànniánsì, буквально: «Храм десяти тысяч лет»), самом старом из ныне сохранившихся на горе храмов (IV век н.э., реконструирован в IX веке), находится статуя Бодхисаттвы Самантабхадра на своём слоне, также примерно IX—X века.
К середине XX-го века на вершине горы было более ста храмов, большинство из которых сильно пострадали в период Культурной революции. В настоящее время вновь открыто более 20 храмов, большинство из которых находятся в плачевном состоянии. Храм Цзиньдинсы (кит. упр. 金顶寺, пиньинь jīndǐngsì, буквально: «Храм Золотой вершины»), находящийся на самой вершине на высоте 3077 метров, полностью реконструирован.
Начиная с VI века гора является целью паломничества китайских буддистов. В последние годы количество как туристов, так и паломников резко возросло. Некоторые храмы зарабатывают деньги на реконструкцию, сдавая комнаты и предлагая пропитание туристам. На вершину ведёт канатная дорога и две тропы, которые часто превращаются в непрерывный поток туристов и паломников. Пеший подъём на гору занимает два-три дня.
Неподалёку от Эмэйшаня находится так называемый Большой Будда Лэшаня — памятник Всемирного наследия, на протяжении тысячелетия остававшийся самой высокой статуей в мире.

## Фотогалерея

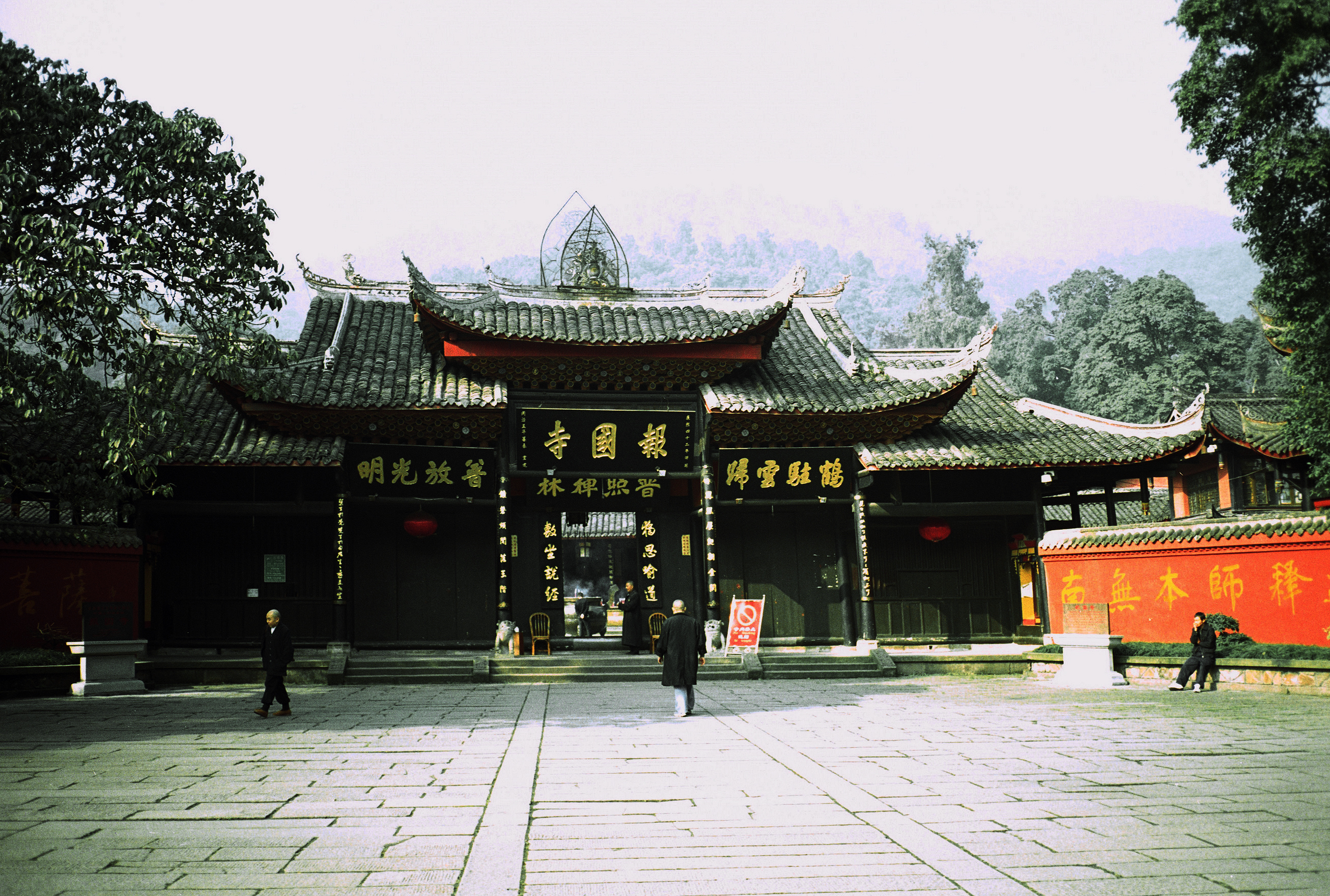
报国寺 - Буддистский храм
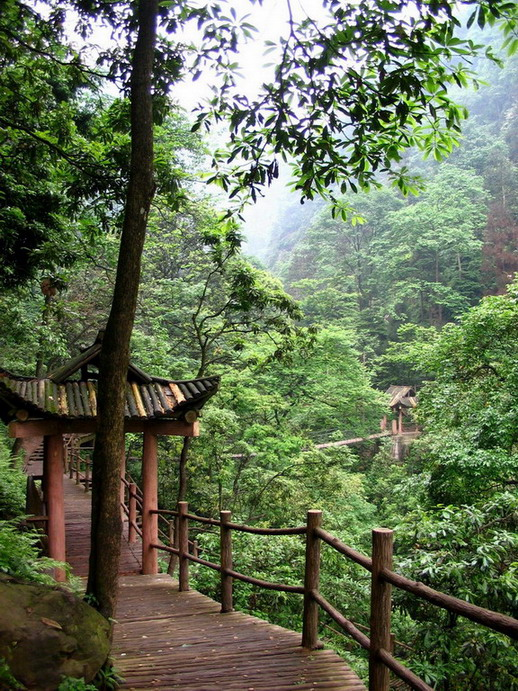
Деревянный мост через Хрустальный ручей
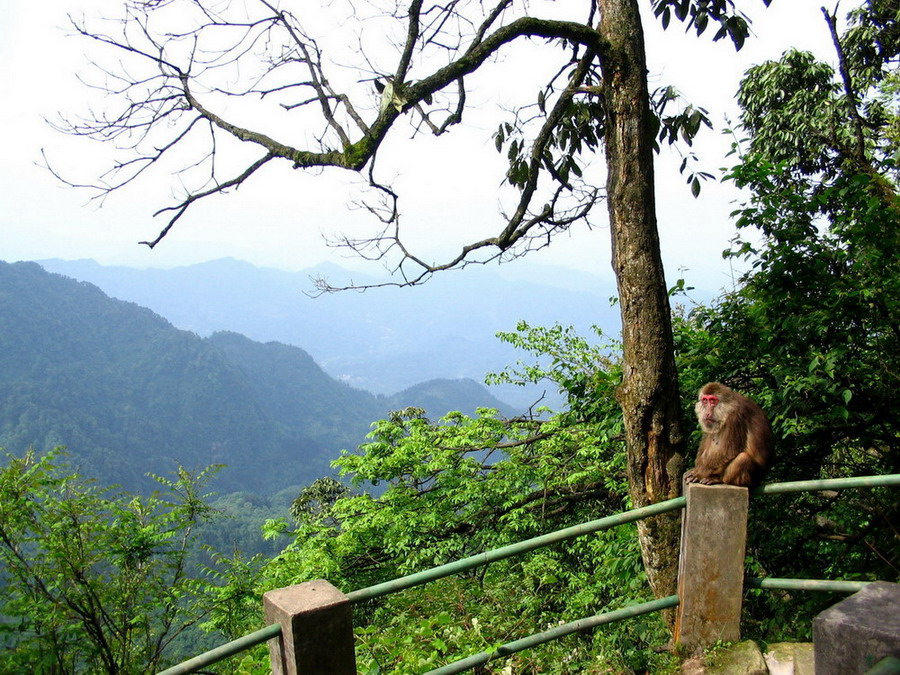
Макака горы Эмэйшань
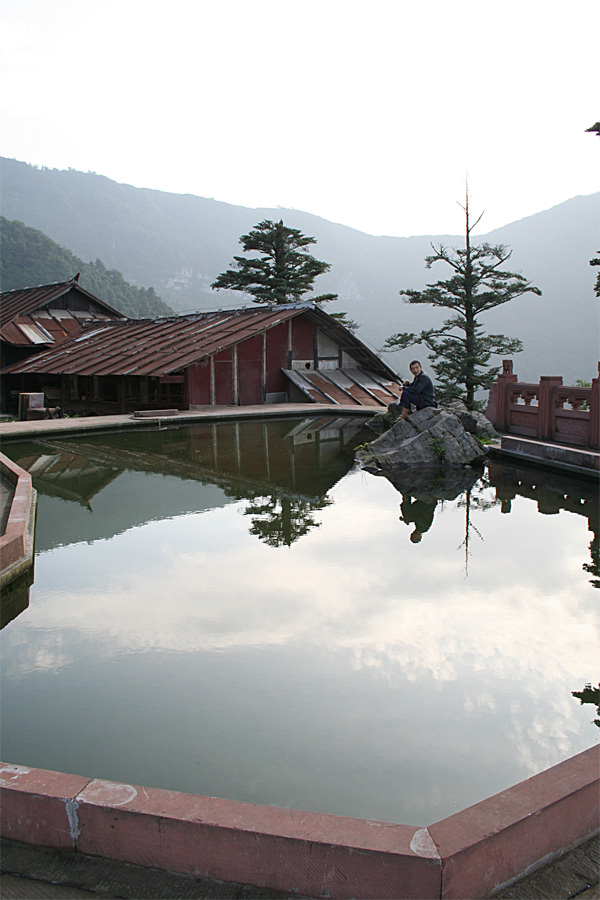
Слоновый пруд